# Johannes Abromeit
Johannes Abromeit (Paszleitschen, 17 de febrero de 1857 - 19 de enero de 1946) fue un botánico alemán.

## Biografía
Fue en su infancia a la escuela comunal en Gumbinnen y se cambió al poco al instituto en Königsberg. Al terminar los estudios en la Universidad de Königsberg trabajó como asistente en el Instituto Botánico. Allí escribió su publicación Flora von West- und Ostpreußen en 1898.
En 1912 fue nombrado profesor extraordinario de la Universidad.
Su Herbario se quemó durante la batalla de Königsberg, en la Segunda Guerra Mundial.

## Membresías
- 1895: Miembro de Academia Leopoldina

## Epónimos
Géneros
- (Bromeliaceae) Abromeitiella Mez;[1] actualmente renombrado como Deuterocohnia.
- (Myrsinaceae) Abromeitia Mez[2]

Especies
- (Poaceae) Oryza abromeitiana Prodoehl[3]
- (Salicaceae) Salix abromeitiana Gross[4]

## Obras

### Monografías
- Ueber die Anatomie des Eichenholzes (Anatomía de la madera de roble). Disertación inaugural de Königsberg. Berlín. 1884
- Flora von West- und Ostpreußen, Berlín. 1898
- Schutz der botanischen Naturdenkmäler in Ostpreußen. (1907
- Otto Wünsche (editado por Johannes Abromeit): Die Pflanzen Deutschlands: eine Anleitung zu ihrer Kenntnis; 2. Höhere Pflanzen, 9. Auflage Leipzig. 1909

### Artículos
- Berichtigung des Sanio'schen Aufsatzes über die Zahlenverhältnisse der Flora Preussens. En: Schriften der physikalisch-ökonomischen Gesellschaft zu Königsberg 25/1885, pp. 135-139
- Bericht über die botanische Untersuchung des Kreises Ortelsburg. En: Schriften der physikalisch-ökonomischen Gesellschaft zu Königsberg 28/1888, pp. 49-57
- Bericht über die botanische Untersuchung der Gewässer des Kreises Schlochau durch Professor Caspary, nach dessen handschriftlichen Aufzeichnungen, in: Schriften der physikalisch-ökonomischen Gesellschaft zu Königsberg 29/1889, pp. 86-93
- Systematische Zusammenstellung der wichtigeren Funde von neuen Standorten, in: Schriften der physikalisch-ökonomischen Gesellschaft zu Königsberg 31/1891, pp. 18-33
- Systematisches Verzeichnis der im Sommer 1893 gesammelten bemerkenswerten Pflanzen, in: Schriften der physikalisch-ökonomischen Gesellschaft zu Königsberg 35/1895, pp. 54-62
- Bericht über die 38. Jahresversammlung des Preussischen Botanischen Vereins in Sensburg am 7. Oktober 1899, in: Schriften der physikalisch-ökonomischen Gesellschaft zu Königsberg 41/1900, pp. 1-70.